# هینارد
هینارد (به هلندی: Hennaard) یک منطقهٔ مسکونی در هلند است که در لیتنسرادیل واقع شده‌است. هینارد ۴۴ نفر جمعیت دارد.